# Fleckl (Warmensteinach)
Fleckl ist ein Dorf in der Gemeinde Warmensteinach im oberfränkischen Landkreis Bayreuth in Bayern. Der Ort liegt in der Gemarkung Oberwarmensteinach.

## Geografische Lage
Das Dorf liegt am Südhang des 1024 m hohen Ochsenkopfs im Fichtelgebirge. Es bildet mit Hinterer Geiersberg im Westen und Geiersberg im Südwesten eine geschlossene Siedlung. Die Kreisstraße BT 4 führt nach Glasermühle zur Bundesstraße 303 (5,2 km nordwestlich) bzw. nach Neubau (2,9 km östlich). Nördlich von Fleckl im Warmensteinacher Forst-Nord gibt es einen Rocksaumfelsen, der als Naturdenkmal ausgezeichnet ist.

## Geschichte
1404 wurde in Fleckl mit dem Bergbau begonnen. Es entstand eine weit verstreute Siedlung von Zechenhäusern an der Grenze des Fürstentums Kulmbach mit dem Herzogtum Pfalz-Neuburg.
Mit dem Gemeindeedikt wurde Fleckl dem 1808 gebildeten Steuerdistrikt Oberwarmensteinach und der 1818 gebildeten Ruralgemeinde Oberwarmensteinach zugewiesen. Am 1. Mai 1978 wurde Fleckl in die Gemeinde Warmensteinach eingegliedert.

### Einwohnerentwicklung
| Jahr      | 001818 | 001824 | 001861 | 001871 | 001885 | 001900 | 001925 | 001950 | 001961 | 001970 | 001987 |
| Einwohner | 73     | 30     | 98     | 81     | 67     | 45     | 80     | 148    | 131    | 126    | 129    |
| Häuser    |        | 3      |        |        | 8      | 9      | 11     | 21     | 26     |        | 44     |
| Quelle    | [ 10 ] | [ 7 ]  | [ 11 ] | [ 12 ] | [ 13 ] | [ 14 ] | [ 15 ] | [ 16 ] | [ 17 ] | [ 18 ] | [ 1 ]  |

## Religion
Fleckl ist römisch-katholisch geprägt und war ursprünglich nach Fichtelberg gepfarrt. Seit Mitte des 20. Jahrhunderts ist die Pfarrei St. Laurentius in Oberwarmensteinach zuständig.

## Tourismus
Zentrale Bedeutung im Ort hat der Tourismus im Fichtelgebirge. Dazu zählen mehrere touristische Anlagen wie ein Naturmoorbad oder der Salzweiher sowie Skihänge und die Seilbahn Ochsenkopf-Süd. Das Bikecenter im Bullheadhouse ist für Mountainbiker die zentrale Anlaufstation des Bikeparks Ochsenkopf.